# Böhmische Schule (Schach)

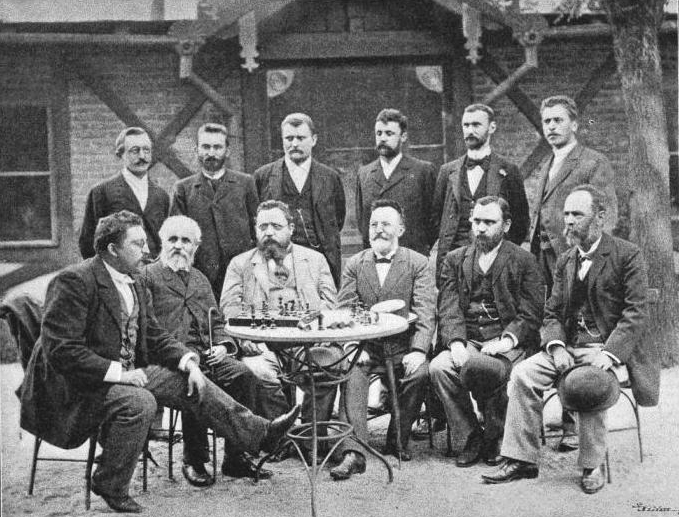
Stehend Jan Kotrč, Josef Pospíšil, Václav Tuzar, Karel Fiala, Karel Musil, Karel Pospíšil, sitzend Jan Dobruský, Antonín König, Antonín Kvíčala, Josef Paclt, Jan Pilnáček, Jan Karel

Böhmische Schule ist die Bezeichnung für eine Richtung der Schachkomposition.
In einer Mattaufgabe steht dabei das Mattbild im Vordergrund, das ökonomisch als Mustermatt, auch Modellmatt genannt, dargestellt werden soll. Bei einem Mustermatt sind alle weißen Steine außer König und Bauern am Mattbild beteiligt.

## Geschichte
In den 1860er Jahren bildete sich die böhmische Schule in Konkurrenz zur altdeutschen Schule zunächst nach Artikeln über die Theorie und Ästhetik von Schachproblemen in tschechischen Zeitschriften wie Rodinná kronika, Květy, Světozor, Humoristické listy und Paleček heraus. Eine führende Rolle kam dabei der Wochenschrift Světozor zu, die unter Einfluss Jan Dobruskýs die Geschichte und Entwicklung der böhmischen Schule dokumentierte und durch Veröffentlichung von Kompositionen zahlreicher Turniere weitere Komponisten inspirierte. 1885 wurde sie von Zlatá Praha in dieser Rolle abgelöst. Zwei Jahre später erschien eine erste Sammlung 321 böhmischer Aufgaben von 41 Komponisten, durch welche die böhmische Schule weiter an Einfluss gewann.

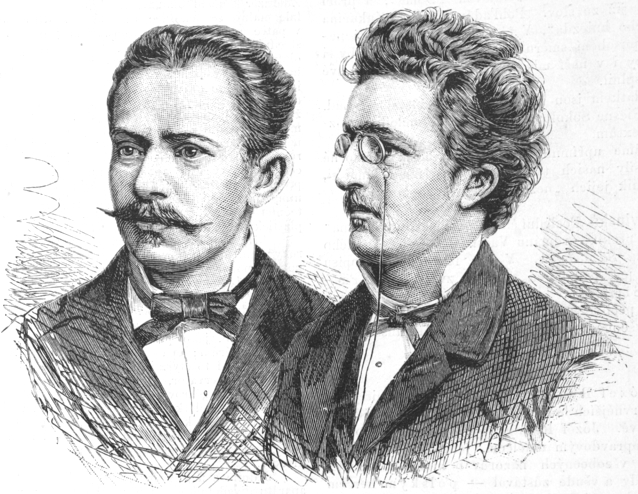
Jiří Chocholouš (links) und Jan Dobruský

Nach zwei erfolglosen Versuchen der Etablierung einer böhmischen Schachzeitschrift, České listy šachové und Šachové listy, wurde 1905 die tschechische Schachföderation Ústřední jednota českých šachistů gegründet, deren Organ Časopis českých šachistů erstmals 1906 erschien. Diese Zeitschrift existiert noch heute unter dem Namen Československý šach.
Der zeitweilige Hauptvertreter der altdeutschen Schule, Johann Berger, hatte in seinem 1884 erschienenen Werk „Das Schachproblem und dessen kunstgerechte Darstellung“ bestimmte, teilweise als starr empfundene Anforderungen an die Komposition gestellt. Im Gegensatz zu den verlangten komplizierten Vier- und Fünfzügern der altdeutschen Richtung standen bei der böhmischen Schule ästhetische Kriterien stärker im Vordergrund.
Ein böhmisches Schachproblem, typischerweise ein Dreizüger, wird dadurch definiert, dass es inklusive der Drohung mindestens drei Mustermatts enthält. Dabei sind feldversetzte Wiederholungen eines Mattbilds – das sogenannte Echo – ebenfalls erwünscht. Strategische Elemente gelten als unwichtig. Gegenüber den altdeutschen Kompositionen fällt auf, dass die böhmischen Probleme in der Regel mit weniger Steinen komponiert sind, tendenziell einen geringeren Schwierigkeitsgrad und dafür einen „natürlicheren“ Stil aufweisen. 
Wichtige Vertreter der böhmischen Schule waren unter anderem Miroslav Havel, Jan Dobruský, Josef Pospíšil, Jan Kotrč, Karel Traxler und Mitbegründer Jiří Chocholouš.

## Kompositionsbeispiel
|   | a | b | c | d | e | f | g | h |   |
| 8 |   |   |   |   |   |   |   |   | 8 |
| 7 |   |   |   |   |   |   |   |   | 7 |
| 6 |   |   |   |   |   |   |   |   | 6 |
| 5 |   |   |   |   |   |   |   |   | 5 |
| 4 |   |   |   |   |   |   |   |   | 4 |
| 3 |   |   |   |   |   |   |   |   | 3 |
| 2 |   |   |   |   |   |   |   |   | 2 |
| 1 |   |   |   |   |   |   |   |   | 1 |
|   | a | b | c | d | e | f | g | h |   |

Lösung:

Satzspiel: 1. … d6xc5 2. Db3–f3 Kd4–c4 3. Te2–e4 matt und 1. … d6xe5 2. Te2–c2 Kd4–e4 3. Tc2–c4 matt (Echo-Mustermatts)

1. Te2–f2! (droht 2. Tf2–f4+ Kd4xe5 3. Se7xg6 matt)

1. … d6xc5 2. Tf2–f3 c5–c4 3. Db3–e3 matt

1. … Lb6xc5 2. Tf2–f4+ Kd4xe5 3. Se7xg6 matt

1. … Sd8 zieht 2. Se7–c6+ Kd4–e4 3. Db3–f3 matt